# Miami Open 1997 - Qualificazioni singolare maschile
Le qualificazioni del singolare maschile del Miami Open 1997 sono state un torneo di tennis preliminare per accedere alla fase finale della manifestazione. I vincitori dell'ultimo turno sono entrati di diritto nel tabellone principale. In caso di ritiro di uno o più giocatori aventi diritto a questi sono subentrati i lucky loser, ossia i giocatori che hanno perso nell'ultimo turno ma che avevano una classifica più alta rispetto agli altri partecipanti che avevano comunque perso nel turno finale.
Le qualificazioni del torneo Lipton Championships  1997 prevedevano 48 partecipanti di cui 12 sono entrati nel tabellone principale.

## Teste di serie
1. Jérôme Golmard (Qualificato)
2. Javier Frana (Qualificato)
3. Doug Flach (Qualificato)
4. Sébastien Lareau (Qualificato)
5. Lucas Arnold Ker (ultimo turno)
6. Nicolás Lapentti (ultimo turno)
7. Marcelo Charpentier (Qualificato)
8. Alejandro Hernández (Qualificato)
9. Jaime Oncins (ultimo turno)
10. Steve Bryan (Qualificato)
11. Dirk Dier (primo turno)
12. Gastón Etlis (Qualificato)

1. Luis Morejon (primo turno)
2. Roberto Jabali (ultimo turno)
3. Julián Alonso (primo turno)
4. Chris Haggard (primo turno)
5. Răzvan Sabău (ultimo turno)
6. Steve Campbell (primo turno)
7. Mark Merklein (primo turno)
8. Jeff Salzenstein (primo turno)
9. Gabriel Silberstein (ultimo turno)
10. David Nainkin (ultimo turno)
11. Bryan Shelton (ultimo turno)
12. Cecil Mamiit (primo turno)

## Qualificati
1. Jérôme Golmard
2. Javier Frana
3. Doug Flach
4. Sébastien Lareau
5. Mark Merklein
6. Jeff Salzenstein

1. Marcelo Charpentier
2. Alejandro Hernández
3. Julián Alonso
4. Steve Bryan
5. Jim Grabb
6. Gastón Etlis

## Tabellone

### Legenda
| - Q = Qualificato - WC = Wild card - LL = Lucky loser | - ALT = Alternate - SE = Special Exempt - PR = Protected Ranking | - w/o = Walkover - r = Ritirato - d = Squalificato |

### Sezione 1
|  | Primo turno | Primo turno    | Primo turno    | Primo turno | Primo turno |  |  | Ultimo turno | Ultimo turno   | Ultimo turno   | Ultimo turno | Ultimo turno |  |
|  |             |                |                |             |             |  |  |              |                |                |              |              |  |
|  | 1           | Jérôme Golmard | Jérôme Golmard | 6           | 6           |  |  |              |                |                |              |              |  |
|  |             | Attila Sávolt  | Attila Sávolt  | 3           | 2           |  |  | 1            | Jérôme Golmard | Jérôme Golmard | 6            | 6            |  |
|  | 23          | Bryan Shelton  | 3              | 6           | 6           |  |  | 23           | Bryan Shelton  | Bryan Shelton  | 4            | 4            |  |
|  |             | Daniel Orsanic | 6              | 3           | 3           |  |  |              |                |                |              |              |  |

### Sezione 2
|  | Primo turno | Primo turno     | Primo turno     | Primo turno | Primo turno |  |  | Ultimo turno | Ultimo turno | Ultimo turno | Ultimo turno | Ultimo turno |  |
|  |             |                 |                 |             |             |  |  |              |              |              |              |              |  |
|  | 2           | Javier Frana    | Javier Frana    | 7           | 6           |  |  |              |              |              |              |              |  |
|  |             | Michael Tebbutt | Michael Tebbutt | 6           | 3           |  |  | 2            | Javier Frana | 6            | 3            | 6            |  |
|  |             | Cecil Mamiit    | Cecil Mamiit    | 6           | 6           |  |  |              | Cecil Mamiit | 2            | 6            | 3            |  |
|  | 24          | Gérard Solvès   | Gérard Solvès   | 3           | 2           |  |  |              |              |              |              |              |  |

### Sezione 3
|  | Primo turno | Primo turno     | Primo turno  | Primo turno | Primo turno |  |  | Ultimo turno | Ultimo turno  | Ultimo turno  | Ultimo turno | Ultimo turno |  |
|  |             |                 |              |             |             |  |  |              |               |               |              |              |  |
|  | 3           | Doug Flach      | Doug Flach   | 6           | 6           |  |  |              |               |               |              |              |  |
|  |             | Mark Petchey    | Mark Petchey | 1           | 2           |  |  | 3            | Doug Flach    | Doug Flach    | 6            | 6            |  |
|  | 22          | David Nainkin   | 6            | 3           | 6           |  |  | 22           | David Nainkin | David Nainkin | 4            | 2            |  |
|  |             | Oren Motevassel | 4            | 6           | 4           |  |  |              |               |               |              |              |  |

### Sezione 4
|  | Primo turno | Primo turno         | Primo turno         | Primo turno | Primo turno |  |  | Ultimo turno | Ultimo turno        | Ultimo turno        | Ultimo turno | Ultimo turno |  |
|  |             |                     |                     |             |             |  |  |              |                     |                     |              |              |  |
|  | 4           | Sébastien Lareau    | Sébastien Lareau    | 6           | 6           |  |  |              |                     |                     |              |              |  |
|  |             | Rainer Schüttler    | Rainer Schüttler    | 4           | 3           |  |  | 4            | Sébastien Lareau    | Sébastien Lareau    | 6            | 6            |  |
|  | 21          | Gabriel Silberstein | Gabriel Silberstein | 6           | 6           |  |  | 21           | Gabriel Silberstein | Gabriel Silberstein | 2            | 3            |  |
|  |             | Martijn Bok         | Martijn Bok         | 1           | 4           |  |  |              |                     |                     |              |              |  |

### Sezione 5
|  | Primo turno | Primo turno      | Primo turno      | Primo turno | Primo turno |  |  | Ultimo turno | Ultimo turno     | Ultimo turno | Ultimo turno | Ultimo turno |  |
|  |             |                  |                  |             |             |  |  |              |                  |              |              |              |  |
|  | 5           | Lucas Arnold Ker | Lucas Arnold Ker | 7           | 6           |  |  |              |                  |              |              |              |  |
|  |             | David Rikl       | David Rikl       | 6           | 3           |  |  | 5            | Lucas Arnold Ker | 6            | 6            | 2            |  |
|  |             | Mark Merklein    | 6                | 6           | 7           |  |  |              | Mark Merklein    | 3            | 7            | 6            |  |
|  | 19          | Shūzō Matsuoka   | 3                | 7           | 6           |  |  |              |                  |              |              |              |  |

### Sezione 6
|  | Primo turno | Primo turno      | Primo turno | Primo turno | Primo turno |  |  | Ultimo turno | Ultimo turno     | Ultimo turno     | Ultimo turno | Ultimo turno |  |
|  |             |                  |             |             |             |  |  |              |                  |                  |              |              |  |
|  | 6           | Nicolás Lapentti | 6           | 7           | 6           |  |  |              |                  |                  |              |              |  |
|  |             | Albert Chang     | 7           | 6           | 4           |  |  | 6            | Nicolás Lapentti | Nicolás Lapentti | 3            | 6            |  |
|  |             | Jeff Salzenstein | 6           | 3           | 6           |  |  |              | Jeff Salzenstein | Jeff Salzenstein | 6            | 7            |  |
|  | 20          | Luis Herrera     | 4           | 6           | 2           |  |  |              |                  |                  |              |              |  |

### Sezione 7
|  | Primo turno | Primo turno         | Primo turno         | Primo turno | Primo turno |  |  | Ultimo turno | Ultimo turno        | Ultimo turno | Ultimo turno | Ultimo turno |  |
|  |             |                     |                     |             |             |  |  |              |                     |              |              |              |  |
|  | 7           | Marcelo Charpentier | Marcelo Charpentier | 6           | 6           |  |  |              |                     |              |              |              |  |
|  |             | Bojan Vujic         | Bojan Vujic         | 2           | 2           |  |  | 7            | Marcelo Charpentier | 4            | 6            | 6            |  |
|  | 17          | Răzvan Sabău        | Răzvan Sabău        | 6           | 6           |  |  | 17           | Răzvan Sabău        | 6            | 4            | 4            |  |
|  |             | Stefan Koubek       | Stefan Koubek       | 0           | 4           |  |  |              |                     |              |              |              |  |

### Sezione 8
|  | Primo turno | Primo turno         | Primo turno | Primo turno | Primo turno |  |  | Ultimo turno | Ultimo turno        | Ultimo turno | Ultimo turno | Ultimo turno |  |
|  |             |                     |             |             |             |  |  |              |                     |              |              |              |  |
|  | 8           | Alejandro Hernández | 6           | 4           | 6           |  |  |              |                     |              |              |              |  |
|  |             | Scott Humphries     | 4           | 6           | 2           |  |  | 8            | Alejandro Hernández | 2            | 6            | 6            |  |
|  |             | Steve Campbell      | 6           | 6           | 7           |  |  |              | Steve Campbell      | 6            | 2            | 2            |  |
|  | 18          | Mark Knowles        | 3           | 7           | 6           |  |  |              |                     |              |              |              |  |

### Sezione 9
|  | Primo turno | Primo turno            | Primo turno  | Primo turno | Primo turno |  |  | Ultimo turno | Ultimo turno  | Ultimo turno | Ultimo turno | Ultimo turno |  |
|  |             |                        |              |             |             |  |  |              |               |              |              |              |  |
|  | 9           | Jaime Oncins           | Jaime Oncins | 7           | 6           |  |  |              |               |              |              |              |  |
|  |             | Nicola Bruno           | Nicola Bruno | 6           | 0           |  |  | 9            | Jaime Oncins  | 6            | 6            | 1            |  |
|  |             | Julián Alonso          | 2            | 7           | 6           |  |  |              | Julián Alonso | 4            | 7            | 6            |  |
|  | 15          | Jean-Philippe Fleurian | 6            | 6           | 2           |  |  |              |               |              |              |              |  |

### Sezione 10
|  | Primo turno | Primo turno    | Primo turno  | Primo turno | Primo turno |  |  | Ultimo turno | Ultimo turno  | Ultimo turno  | Ultimo turno | Ultimo turno |  |
|  |             |                |              |             |             |  |  |              |               |               |              |              |  |
|  | 10          | Steve Bryan    | Steve Bryan  | 6           | 7           |  |  |              |               |               |              |              |  |
|  |             | Mosè Navarra   | Mosè Navarra | 3           | 6           |  |  | 10           | Steve Bryan   | Steve Bryan   | 6            | 6            |  |
|  |             | Chris Haggard  | 5            | 6           | 6           |  |  |              | Chris Haggard | Chris Haggard | 3            | 2            |  |
|  | 16          | Jimy Szymanski | 7            | 4           | 2           |  |  |              |               |               |              |              |  |

### Sezione 11
|  | Primo turno | Primo turno     | Primo turno | Primo turno | Primo turno |  |  | Ultimo turno | Ultimo turno | Ultimo turno | Ultimo turno | Ultimo turno |  |
|  |             |                 |             |             |             |  |  |              |              |              |              |              |  |
|  |             | Jim Grabb       | 3           | 7           | 7           |  |  |              |              |              |              |              |  |
|  | 11          | Dirk Dier       | 6           | 6           | 6           |  |  | Jim Grabb    | Jim Grabb    | Jim Grabb    | 7            | 7            |  |
|  |             | Luis Morejon    | 0           | 6           | 6           |  |  | Luis Morejon | Luis Morejon | Luis Morejon | 6            | 6            |  |
|  | 13          | Guillermo Cañas | 6           | 3           | 3           |  |  |              |              |              |              |              |  |

### Sezione 12
|  | Primo turno | Primo turno    | Primo turno    | Primo turno | Primo turno |  |  | Ultimo turno | Ultimo turno   | Ultimo turno   | Ultimo turno | Ultimo turno |  |
|  |             |                |                |             |             |  |  |              |                |                |              |              |  |
|  | 12          | Gastón Etlis   | Gastón Etlis   | 6           | 6           |  |  |              |                |                |              |              |  |
|  |             | Grant Doyle    | Grant Doyle    | 4           | 4           |  |  | 12           | Gastón Etlis   | Gastón Etlis   | 6            | 6            |  |
|  | 14          | Roberto Jabali | Roberto Jabali | 6           | 6           |  |  | 14           | Roberto Jabali | Roberto Jabali | 4            | 1            |  |
|  |             | Ben Ellwood    | Ben Ellwood    | 4           | 3           |  |  |              |                |                |              |              |  |